# Склад їжі

## Співвідношення поживних речовин
Органічні та неорганічні речовини, які обов'язково мають входити до складу споживаної людиною їжі з метою підтримання процесів життєдіяльності. Для нормальної життєдіяльності організму людини й доброго засвоєння їжі людський організм має одержувати всі поживні речовини в певних співвідношеннях. Наприклад, нормальне співвідношення білків, жирів і вуглеводів має бути 1:1,1:4,1 для молодих чоловіків і жінок, зайнятих розумовою працею, і 1:1,3:6 для тих самих людей, якщо вони зайняті важкою фізичною працею. Ці речовини не мають однакової поживної цінності, і кожна з них відіграє важливу роль для організму. 

## Роль білків
Білки належать до життєво необхідних речовин, без яких неможливе життя, ріст і розвиток організму. Вони є найважливішими компонентами харчування, що забезпечують пластичні й енергетичні потреби організму. Харчова й біологічна цінність білків визначається збалансованістю амінокислот, що входять до їх складу Вони забезпечують 50-55% потреби людини в енергії, а в деяких державах, зокрема в Україні, навіть до 70%. Різноманітне харчування – найправильніший шлях постачання організму повноцінних білків. Найбільшу біологічну цінність мають білки тваринного походження. Фізіологічними нормами передбачається, що 66 % необхідних білків мають надходити за рахунок білків тваринного походження. Теплова обробка прискорює перетравлювання білків. Тривале розварювання, подрібнення, протирання продуктів поліпшує перетравлювання і засвоювання білків, особливо рослинних. Проте надмірне нагрівання може негативно вплинути на амінокислоти, з яких складаються білки.

## Роль жирів
Роль жирів у харчуванні визначається їх високою калорійністю й участю в процесах обміну. Жири забезпечують у середньому 33 % добової енергоцінності раціону. Із жирами до організму надходять необхідні для життєдіяльності речовини: вітаміни А, О, Е, незамінні жирні кислоти, лецитин. Жири забезпечують усмоктування з кишечнику ряду мінеральних речовин та жиророзчинних вітамінів. Вони поліпшують смак їжі й викликають відчуття ситості. Жири в організмі можуть утворюватися з вуглеводів і білків, але повною мірою ними не заміняються. 

## Вуглеводи - основа раціону
Вуглеводи є основною частиною харчового раціону. Фізіологічне значення вуглеводів, в основному, обумовлене їх енергетичними властивостями. Вони є головним джерелом енергії організму. У разі всіх видів фізичної праці спостерігається підвищена потреба у вуглеводах. З їжею надходять прості й складні, легкозасвоювані й незасвоювані вуглеводи. Основними простими вуглеводами є глюкоза, галактоза, фруктоза, сахароза, лактоза й мальтоза. Складні вуглеводи – крохмаль, глікоген, клітковина, пектин. Потреба у вуглеводах становить 360-600 г на добу. Надмірне споживання вуглеводів – поширена причина порушення обміну речовин, що спричиняє розвиток ряду захворювань. У разі раціонального харчування до 30 % вуглеводів їжі здатні переходити в жири. У разі надмірної кількості вуглеводів, особливо легкозасвоюваних, цей відсоток вищий.
1. ↑  ПРОДУКТИ ХАРЧУВАННЯ, ЇХ СКЛАД. predmety.in.ua. Процитовано 18 березня 2019.
2. ↑  Білки та амінокислоти - Підручник з Хімії. 9 клас. Григорович - Нова програма. history.vn.ua (укр.).
3. ↑  ПРОДУКТИ ХАРЧУВАННЯ - ТЕХНОЛОГІЯ ПОБУТОВОЇ ДІЯЛЬНОСТІ - Трудове навчання 6 клас (для дівчат) - В.К. Сидоренко - підручник - Сиция 2014. subject.com.ua. Процитовано 18 березня 2019.
4. ↑  Органічні сполуки і здоров’я людини. Жири, білки, вуглеводи як компоненти їжі, їхня роль в організмі. predmety.in.ua. Процитовано 18 березня 2019.